# West Bay (Heard)
Die West Bay (englisch für Westbucht) ist eine kleine Bucht an der Westküste der Insel Heard. Sie liegt an der Südseite des Beginns der Laurens-Halbinsel und 800 m westlich der Atlas Cove.
Der Name der Bucht, ihrer geografischen Lage geschuldet, geht auf US-amerikanische Robbenjäger zurück, welche die Insel Heard seit 1855 ansteuerten. Der Name ist zudem auf Kartenmaterial der britischen Challenger-Expedition (1872–1876) zu finden, welche die Insel 1874 anlief.